# Siliștea (localidad de Constanța)
Siliștea (antiguamente Tașpunar) es una localidad rumana de la comuna homónima, en el condado de Constanța.

## Toponimia
El antiguo nombre del lugar, que vendría a significar algo así como 'fuente de piedra', puede encontrarse escrito con grafías como Taspunar, Taş-Punar, Taşpunar y Taş-punar. Pasó a llamarse Siliștea.

## Historia
Hacia comienzos del siglo XX, la localidad, que ya por entonces pertenecía al condado de Constanța, formaba parte de la comuna homónima de Taș-Punar y tenía contabilizada una población de 525 habitantes.
La localidad, que terminó formando parte de la comuna homónima de Siliștea, en el censo de 2021 tenía una población de 577 habitantes.